# Seefahrtbuch

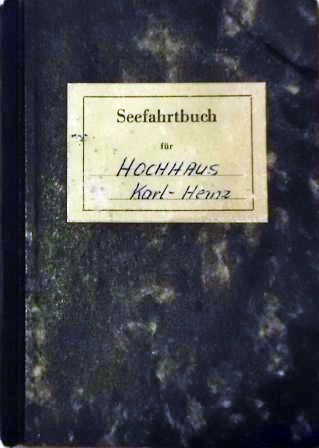
Deutsches Seefahrtbuch

Das Seefahrtbuch ist in manchen Ländern anerkannter Ausweis und dient unter anderem der Identifikation des Inhabers und berechtigt zum Grenzübertritt. In bestimmten Ländern dient das Seefahrtbuch zudem auch als Nachweis für Rentenansprüche.

## Deutschland
Deutsche Seefahrtbücher waren bereits seit der Neufassung der Passverordnung 2007 keine Passersatzpapiere mehr.
In dem historischen deutschen Staat DDR wurde das Seefahrtsbuch für den jeweiligen Seefahrer ausgestellt vom Seefahrtsamt der DDR und es enthielt auf den dafür vorgesehenen Seiten 6–10 auch „Ärztliche Untersuchungen“ durch „MDV“ -Medizinischer Dienst des Verkehrswesens der DDR- über die notwendige Einstellungsuntersuchung und Wiederholungsuntersuchung zur Seediensttauglichkeit mit Datum und Tauglichkeitsgruppe „TGL“ (stand für “Technische Normen, Gütevorschriften und Lieferbedingungen”) und ermöglichte somit die Einstellung sowie die An- und Abmusterungen der Seeleute für den jeweils erforderlichen Dienstrang in den zivilen Schiffsbesatzungen gemäß der jeweils geltenden Fassung einer “Schiffsbesetzungsverordnung”.
Auf den für Visa vorgesehenen Seiten 11 bis 25 im DDR-Seefahrtbuch dokumentierte die Deutsche Volkspolizei im Bezirk Rostock einen Sichtvermerk zum Überschreiten der Seegrenze der DDR. Bei einem Verdacht auf eventuell zu erwartende Republikflucht konnten der Sichtvermerk und damit das Seefahrtbuch entzogen werden – was somit eine verdeckte Arbeitslosigkeit für DDR-Seeleute bedeuten konnte und später von 1989 bis 1994 im Gerechtigkeitsausschuss zur Rehabilitierung durch vom Entzug des Seefahrtsbuches betroffener Seeleute aufgearbeitet wurde.
Auf den Seiten 26 bis 64 im DDR-Seefahrtsbuch erfolgte durch das Seefahrtsamt der DDR die Dokumentation der An- und Abmusterungen entsprechend Musterrolle und die Dienstzeit auf dem jeweiligen Schiff.
Gemäß Einigungsvertrag Anlage 1 Kapitel XI Sachgebiet D Abschnitt III 17 erkannte die bundesdeutsche Wasser- und Schifffahrtsdirektion Nord die vom Seefahrtsamt der DDR ausgestellten Seefahrtsbücher mit einem auf der ersten Innenseite eingeklebten und abgestempelten Zusatzeintrag mit zeitlich befristeter Geltungsdauer bis zum 2. Oktober 1993 als „Seefahrtbuch der Bundesrepublik Deutschland“ an.
Seit Inkrafttreten des Seearbeitsgesetzes 2013 stellt das Bundesamt für Seeschifffahrt und Hydrographie statt dem Seefahrtbuch den Seeleute-Ausweis aus. Er dient als Nachweis einer beruflichen Tätigkeit in der Seeschifffahrt und ist ebenfalls kein Passersatz oder amtlicher Identitätsnachweis. Bestehende Seefahrtbücher durften bis 31. Mai 2019 durch eine Übergangsregelung (§ 64 Abs. 6 der Seeleute-Befähigungsverordnung) weiterhin für diesen Zweck eingesetzt werden. In einigen Ländern, wie zum Beispiel Hongkong, ist die Vorlage eines deutschen Seefahrtbuches nach wie vor Voraussetzung für einen unkomplizierten Landgang der Seeleute.
Daneben geben die Reeder statt des Eintrags im Seefahrtbuch Dienstbescheinigungen nach dem Internationalen Seearbeitsgesetz beziehungsweise der Umsetzung im Seearbeitsgesetz aus.

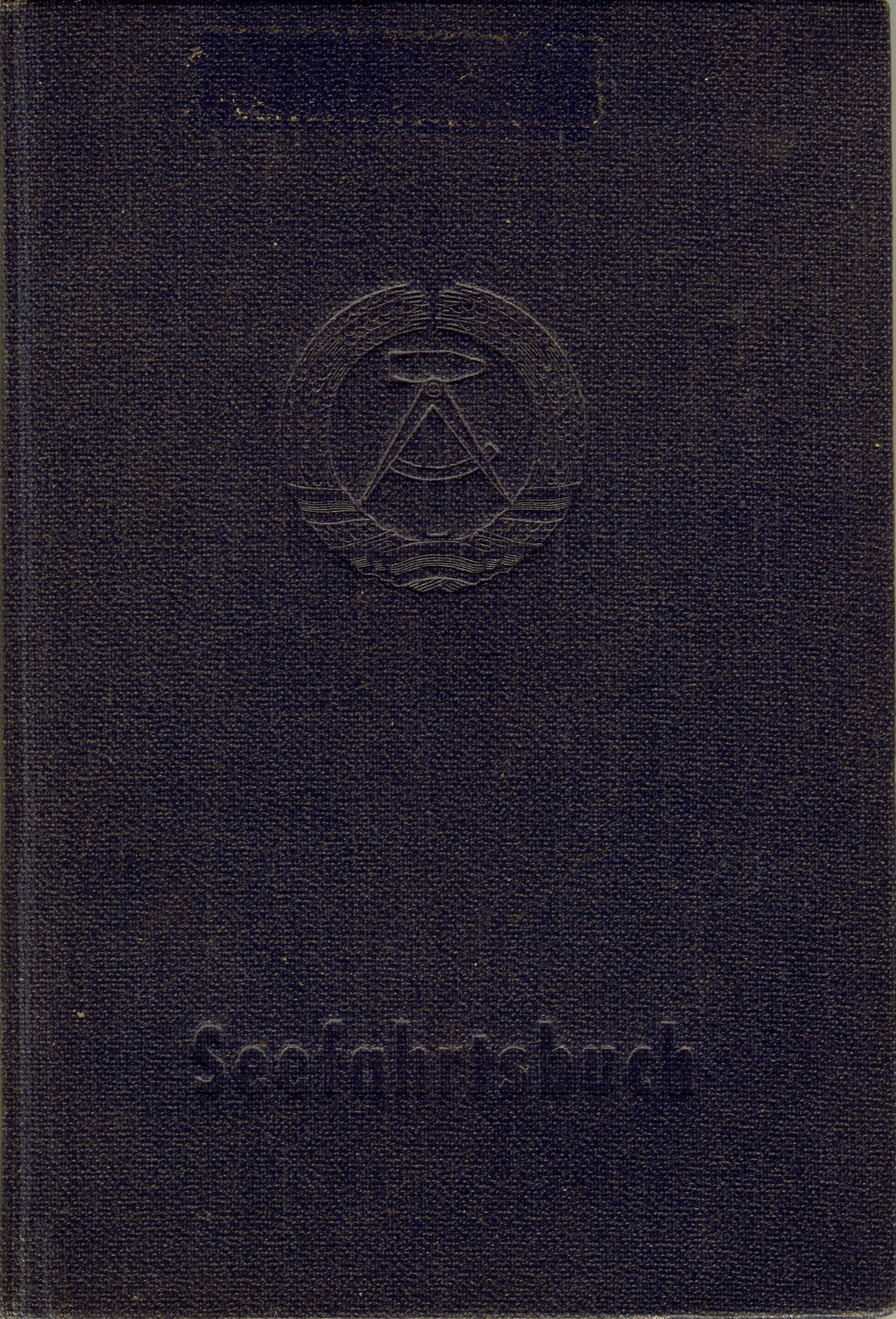
Seefahrtsbuch der DDR

### Besitz
Jede Person, die der Schiffsbesatzung angehörte, musste ein Seefahrtbuch besitzen, in das jede An- und Abmusterung eingetragen wird. Es ist dabei auch ein Beleg für geleistete Sozialversicherungszeiten zusammen mit der, vom Seemannsamt  beglaubigten, Sozialversicherungsnummer. Des Weiteren werden Visa und Vermerke eingetragen. Seefahrtbücher werden durchlaufend nummeriert. Das erste ausgehändigte Seefahrtbuch erhält die Nr. 1.

### Angaben im Seefahrtbuch
Auf Seite 2 des Dokumentes befindet sich das beglaubigte Lichtbild des Inhabers, zusammen mit der Bescheinigung des Seemannsamtes, dass das Lichtbild die dargestellte Person zeigt. Auf Seite 3 befindet sich die Personenbeschreibung.

#### Anmustern
Zur Musterung auf einem Schiff (Anheuern) wurden folgende Daten ab Seite 12 eingetragen:
- Dienststellung, Schiffsname
- Unterscheidungssignal des Schiffes
- Vermessung des Schiffes
- Leistung der Antriebsanlage
- Name und Adresse der Reederei
- Heimathafen
- Tag des Dienstantritts
- Beglaubigung vom zuständigen Seemannsamt, Botschaft oder Konsulat der Bundesrepublik Deutschland

#### Abmustern
Zur Abmusterung von einem Schiff wurden folgende Daten ab Seite 13 eingetragen:
- Funktion an Bord
- Schiffsname
- Fahrtgebiet (z. B. Mittlere oder Große Fahrt)
- Zeitraum der Fahrt (von … bis …)
- gesamte Fahrtzeit in Monaten und Tagen
- Urlaubsanspruch
- Ort und Tag der Abmusterung
- Unterschrift des Kapitäns oder eines anderen Bevollmächtigten

Die Abmusterung wurde auf Seite 13 vom Seemannsamt beglaubigt.

Seefahrtbuch – unterschiedliche Einträge
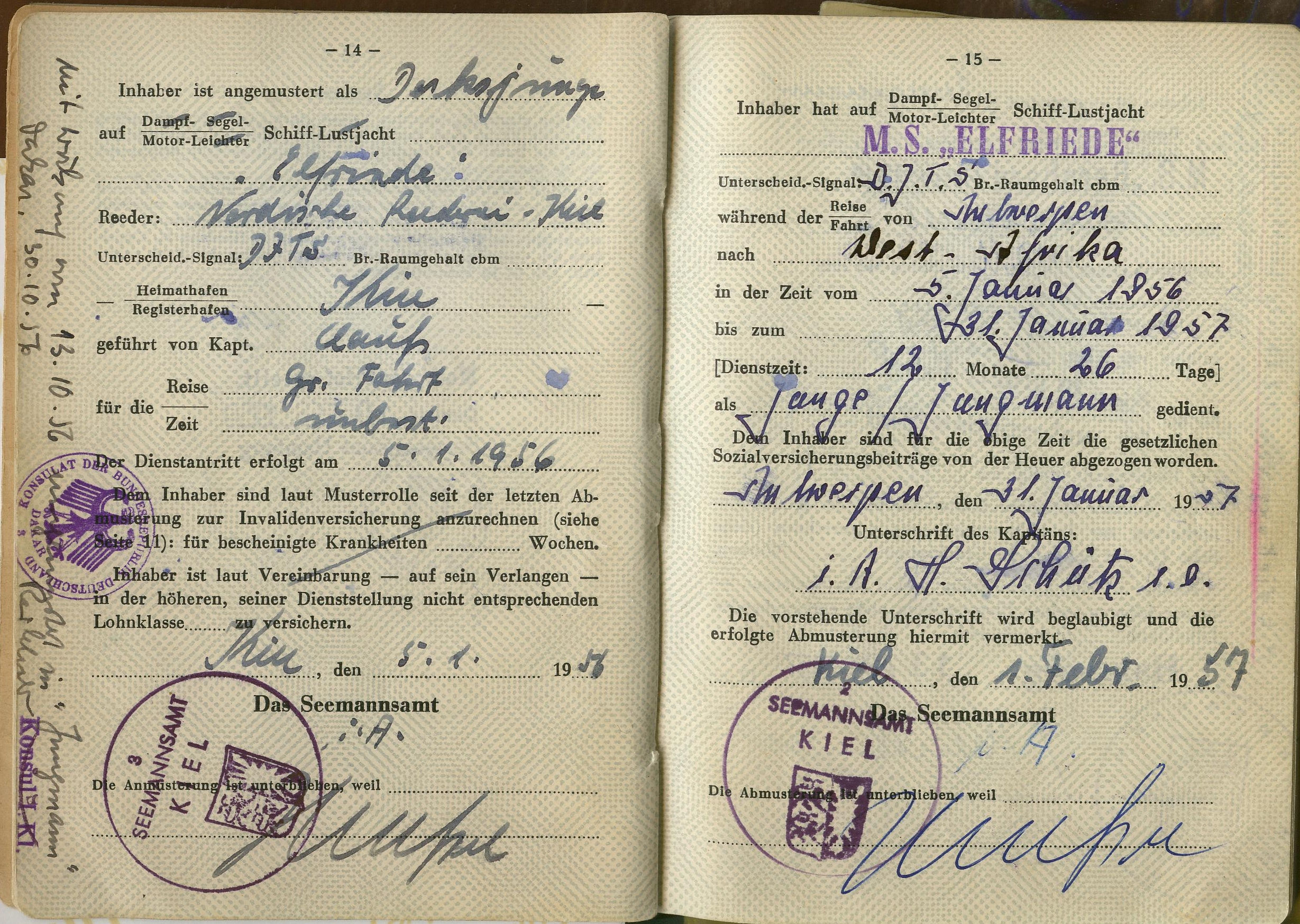
Eintragungen in einem Seefahrtbuch, Mitte der 1950er Jahre
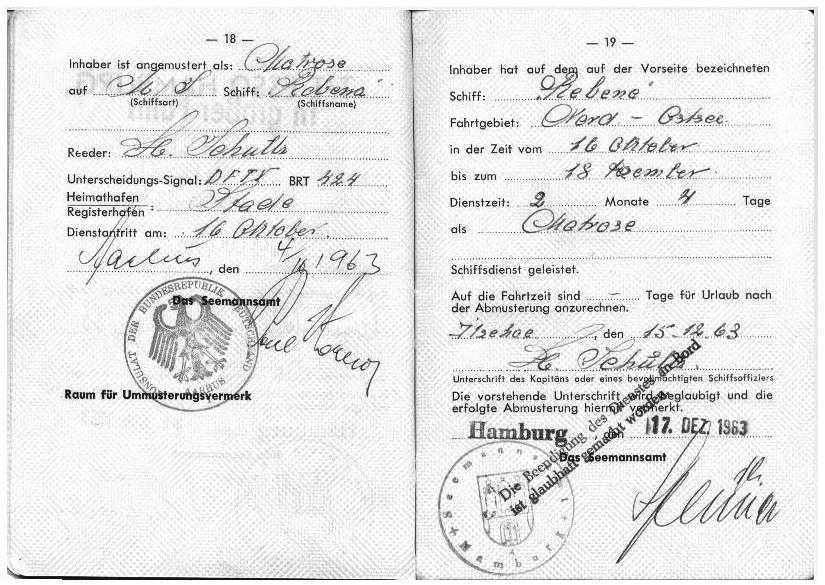
Eintragungen in einem Seefahrtbuch, Anfang der 1960er Jahre; man beachte den Unterschied
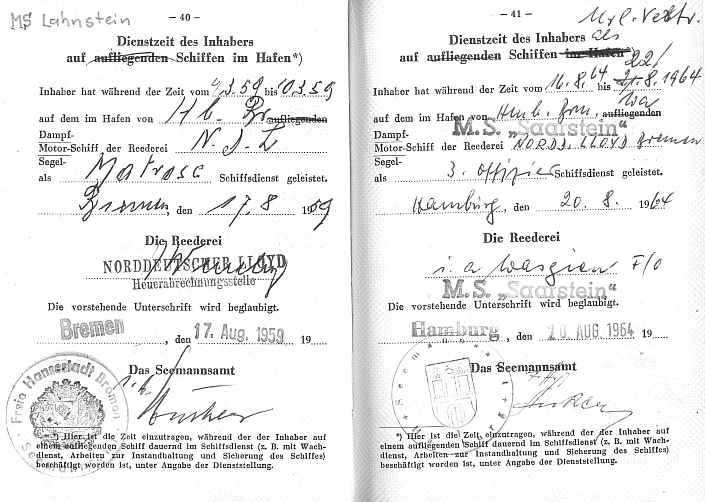
Eintrag: Schiff im Hafen und Urlaubsvertretung 1959 und 1964
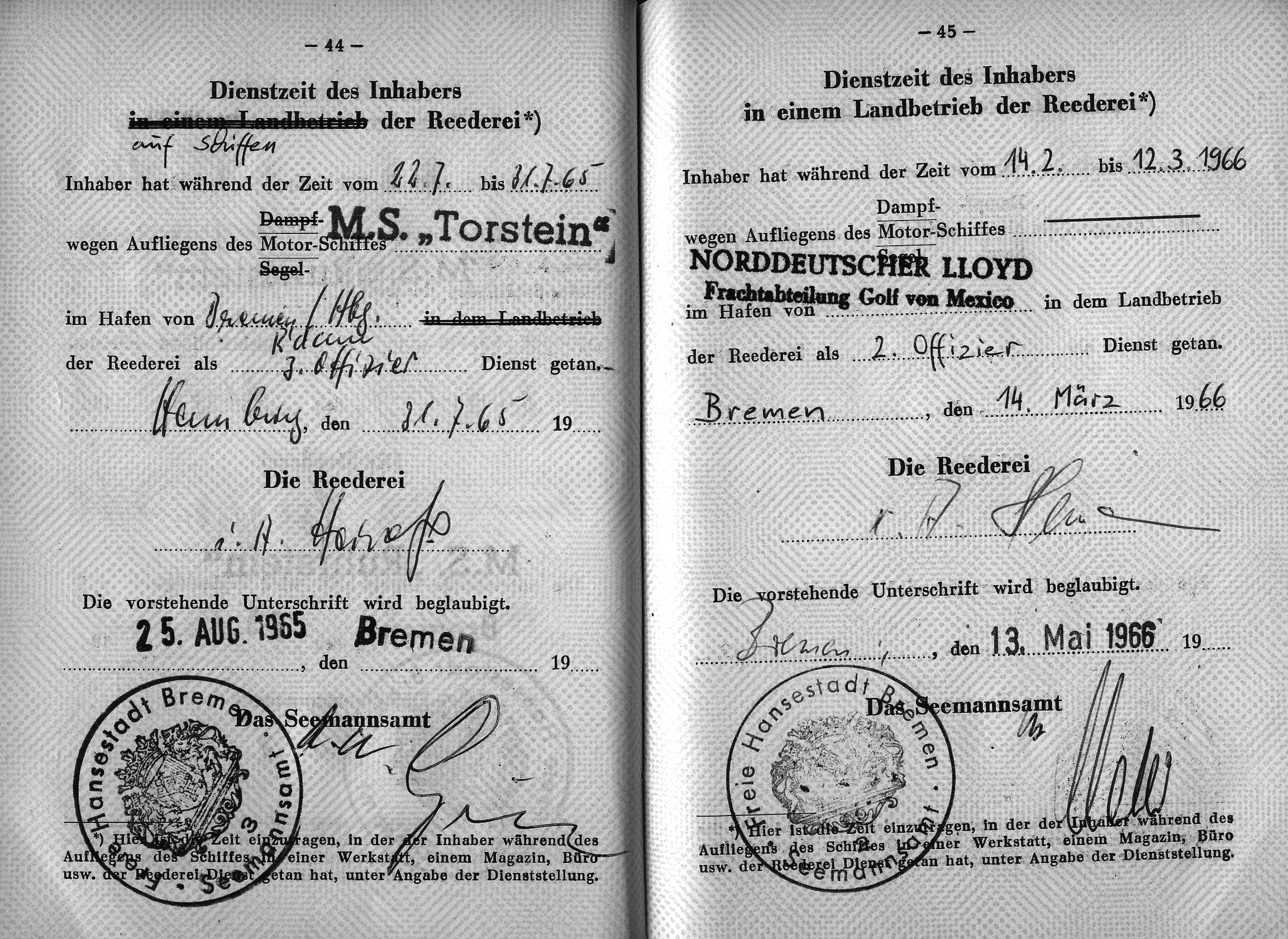
Eintrag: Urlaubsvertretung und Dienstzeit in einem Landbetrieb der Reederei 1965 und 1966
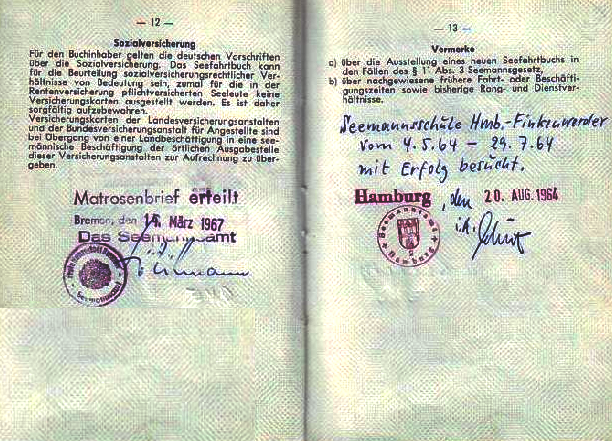
Einträge der Seemannsschule und Matrosenbrief 1967
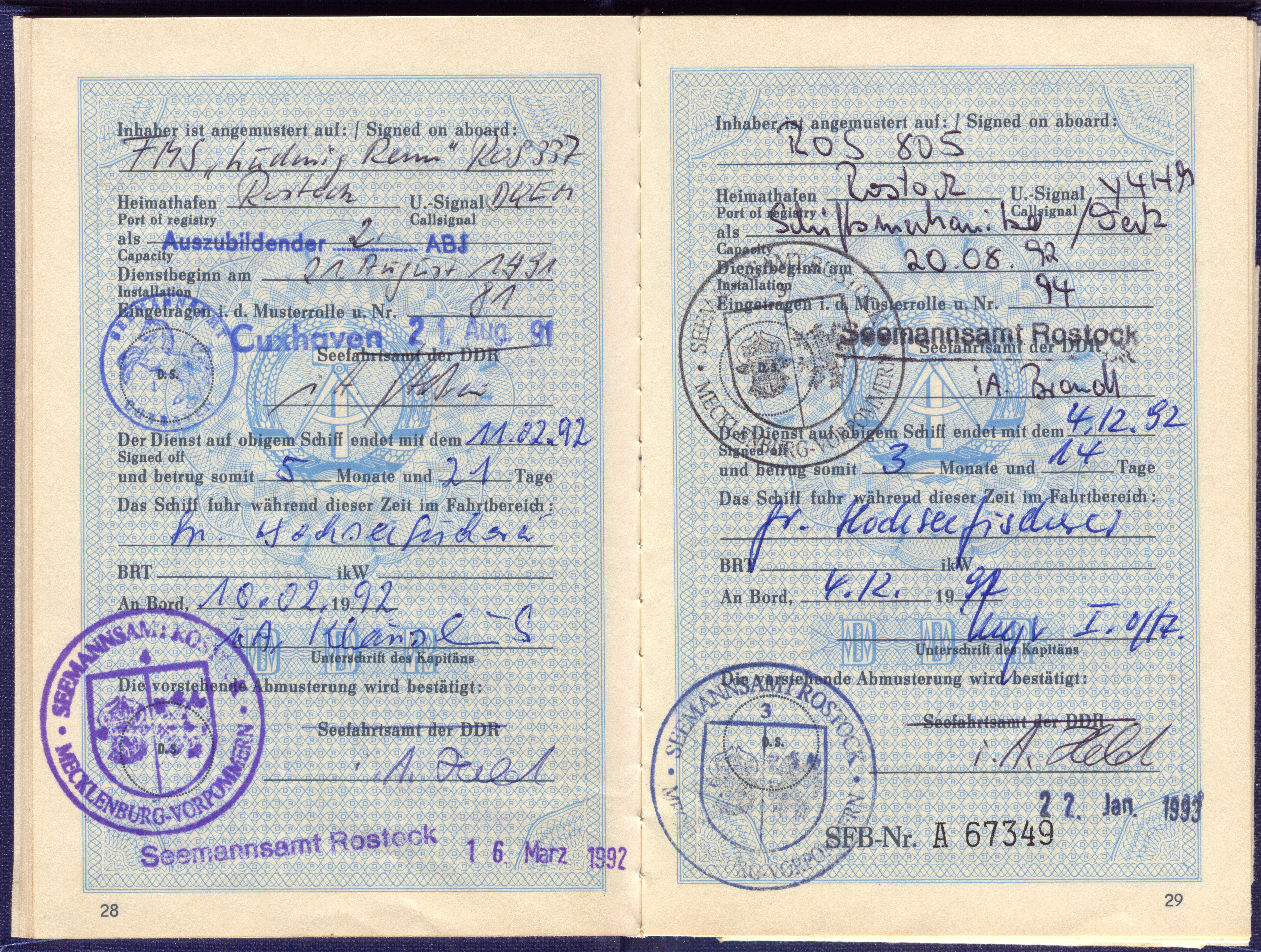
Einträge in einem Seefahrtsbuch 1992